# Futur composé
Das Futur composé (auch Futur proche, dt. ‚nahes Futur‘, Futur immédiat, wörtl. ‚unmittelbare Zukunft‘) bezeichnet eine französische modale Zeit der Zukunft, die etwa dem deutschen Futur I entspricht. Das französische Futur I (Futur simple) wird in anderen Fällen als das Futur proche verwendet.

## Verwendung
Das Futur proche wird meistens verwendet, um etwas Geplantes in der Zukunft zu tun oder um etwas vorherzusehen, das offensichtlich ist. Dagegen wird das franz. Futur I zumeist benutzt, um etwas vorauszusagen, das vielleicht eintrifft, oder um etwas aus der Handlung heraus zu entscheiden.
Es gibt aber auch Ausnahmen, bei denen diese Bedingungen nicht zutreffen. Unter anderem verwendet man bei Wettervorhersagen, obwohl sie nicht unbedingt zutreffen werden, das Futur simple.

## Bildung
Das Futur proche wird aus der Präsensform von aller (dt. ‚gehen, fahren‘, entsprechend dem Hilfsverb werden im deutschen Futur I) und dem Infinitiv des Verbs gebildet z. B. Tu vas regarder.
(Personalpronomen + konjugierte Form von aller + Infinitiv)
| Person – Anzahl | Form von aller | Hauptverb | Deutsche Übersetzung   |
| --------------- | -------------- | --------- | ---------------------- |
| 1. Singular     | Je vais        | chercher  | Ich werde suchen.      |
| 2. Singular     | Tu vas         | chercher  | Du wirst suchen.       |
| 3. Singular     | Il/elle/on* va | chercher  | Er/Sie/Es wird suchen. |
| 1. Plural       | Nous allons    | chercher  | Wir werden suchen.     |
| 2. Plural       | Vous allez     | chercher  | Ihr werdet suchen.     |
| 3. Plural       | Ils/elles vont | chercher  | Sie werden suchen.     |

*Im Französischen wird on als das deutsche Indefinitpronomen man (oder das Personalpronomen wir) verstanden, z. B. Qu’est-ce qu’on fait aujourd’hui ? – „Was machen wir heute?“, On peut quand même faire quelque chose ! – „Man kann (bzw. wir können) doch etwas tun!“. Das ist kein Personalpronomen 3. Person Neutrum Singular.
- Beispielsatz: Je vais chercher le chat.
- Deutsch: „Ich werde die Katze suchen“.

## Verneinung
Wenn der Satz verneint werden soll, wird nur das Hilfsverb aller (das konjugierte Verb) von der Verneinungsform – z. B. ne … pas ‚nicht‘, ne … plus ‚nicht mehr‘, ne … jamais ‚niemals‘, ne ... rien ‚nichts‘ – umschlossen.
- Beispielsatz: Je ne vais pas chercher le chat.
- Deutsch: „Ich werde die Katze nicht suchen“.

- Beispielsatz: Tu ne vas pas dessiner un arbre.
- Deutsch: „Du wirst nicht einen Baum zeichen“.